# Pianosonate nr. 13 (Beethoven)
Pianosonate nr. 13 in Es majeur, op. 27 nr. 1, is een pianosonate van Ludwig van Beethoven. Het stuk, dat circa 16 minuten duurt, werd tussen 1800 en 1801 geschreven.

## Onderdelen
De sonate bestaat uit vier delen:
- I Andante-allegro-andante
- II Allegro molto e vivace
- III Adagio con espressione
- IV Allegro vivace

### Andante-allegro-Andante
Dit is het eerste deel van de sonate. Het stuk heeft een ABA vorm. Het eerste gedeelte staat in Es majeur, het middelste in C majeur en daarna het eerste gedeelte weer in Es majeur. Het heeft een 2/2 maat en duurt circa 5 minuten.

### Allegro molto e vivace
Dit is het tweede deel van de sonate. Dit stuk heeft ook een ABA vorm. Het eerste en laatste deel staan in c mineur, terwijl het middelste stuk in As majeur staat. Het laatste gedeelte is hetzelfde als het eerste, behalve dat alles wat de rechterhand doet een achtste noot later komt dan in het eerste gedeelte. Het stuk met een 6/8 maat en duurt circa 2 minuten.

### Adagio con espressione
Dit is het derde deel van de sonate. Het stuk staat in As majeur, heeft een 3/4 maat en duurt circa 3 minuten.

### Allegro vivace
Dit is het vierde en laatste deel van de sonate. Het stuk wordt soms gezien als een onderdeel van deel drie. Na het allegro vivace deel, komt namelijk een deel dat "Tempo 1" heet en redelijk lijkt op het derde deel. Dit deel staat echter wel in Es majeur. Hierna volgt een kort presto deel. Het stuk heeft een 2/4 maat een duurt circa 6 minuten.